# Буяли-Мікоше
Буяли-Мікоше (пол. Bujały-Mikosze) — село в Польщі, у гміні Яблонна-Ляцька Соколовського повіту Мазовецького воєводства.
Населення — 181 особа (2011).
У 1975-1998 роках село належало до Седлецького воєводства.

## Демографія
Демографічна структура станом на 31 березня 2011 року:
|          | Загалом | Допрацездатний вік | Працездатний вік | Постпрацездатний вік |
| -------- | ------- | ------------------ | ---------------- | -------------------- |
| Чоловіки | 93      | 17                 | 63               | 13                   |
| Жінки    | 88      | 16                 | 47               | 25                   |
| Разом    | 181     | 33                 | 110              | 38                   |